# Henosepilachna argus
Espèce
La coccinelle de la bryone, dite  « coccinelle du melon » dans le sud de la France, Henosepilachna argus, a été décrite par le pharmacien français Étienne Louis Geoffroy en 1762.

Elle ne vit que sur les cucurbitacées.
Elle consomme la bryone, qui est hautement toxique pour de nombreuses espèces, dont l'Homme.

## Description
C'est une coccinelle de 6 à 8 mm de long (même taille que la coccinelle à 7 points). Elle est garnie de 11 points.

Elle est rouge à pattes rouges, à 11 points noirs dans le nord de l'Europe où elle mange la Bryone, mais elle est orange à 11 points noir, avec des pattes orange, dans le sud où elle vit sur les melons. Elle pourrait être confondue à d'autres espèces si elle n'était pas la seule coccinelle dont les élytres sont garnis de poils très fins, ras et denses. Ils sont invisibles sans loupe ou microscope, mais ils donnent une apparence mate à pelucheuse à cette coccinelle, alors que toutes les autres de cette taille ont des élytres lisses et brillants. (En Europe du nord ouest, seules de très petites coccinelles sont également velues).
Elle laisse des traces caractéristiques lorsqu'elle a consommé des feuilles de bryones.

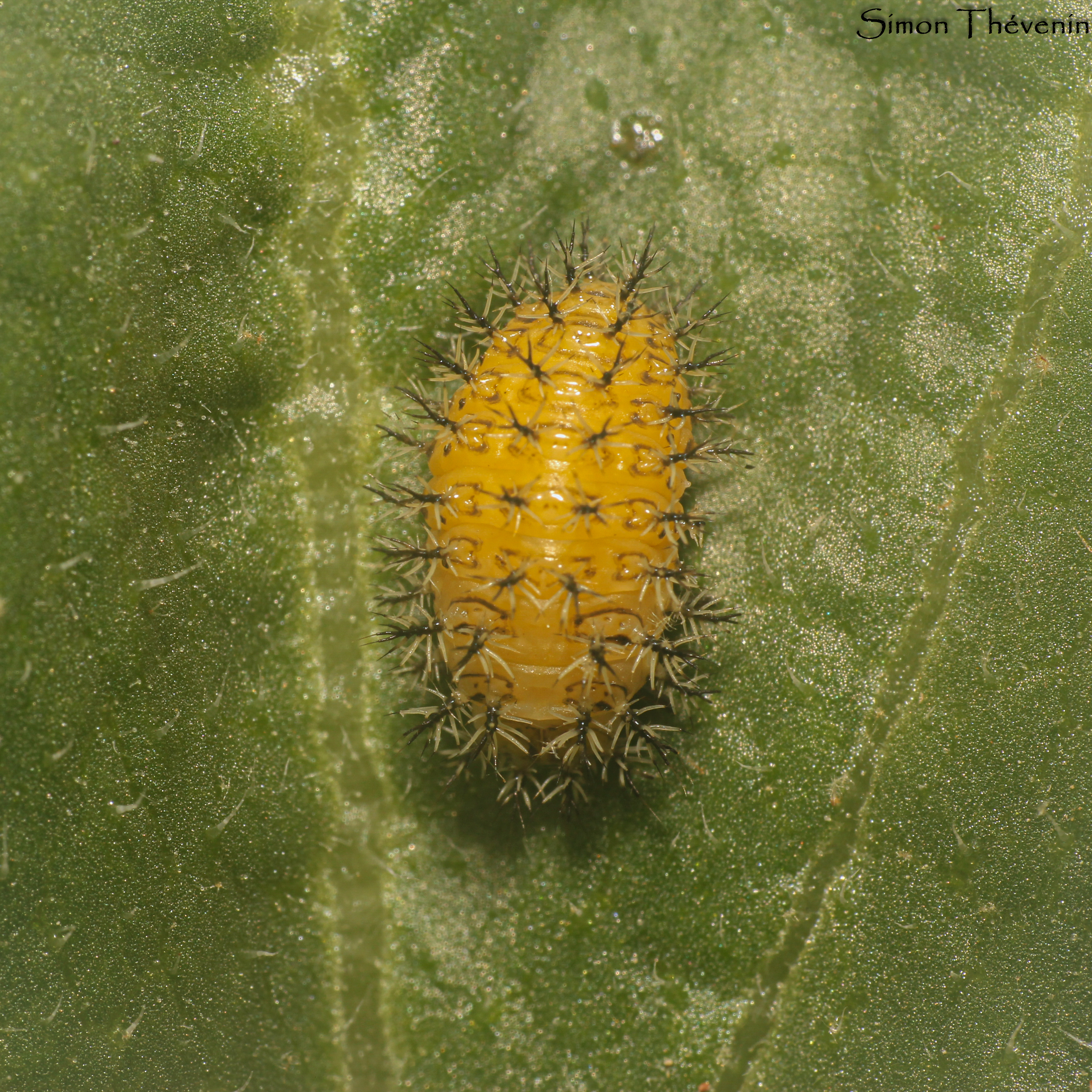
Larve dHenosepilachna argus

## Habitat
On peut théoriquement la trouver sur les melons. Dans la Manche, une seule observation la signale sur le cornichon. Sinon on la trouve théoriquement potentiellement là où la bryone est présente ou à proximité (dont sur les orties), dans les haies, friches herbacées, clairières forestières et parfois dans les dunes. La bryone pousse souvent sur la partie basse des buissons, mais peut escalader les lisières jusqu'à 4 m de haut et plus.
Elle est très présente aussi sur Ecballium elaterium (cornichon d'âne / du diable) dont elle se nourrit du feuillage.

## Répartition
Elle est encore mal connue, mais elle fait l'objet d'inventaires en cours (par le GDEAM dans le nord de la France, en 2007).
Dans sa version rouge, début 2007, on la connaît au moins dans la Manche, où elle semble essentiellement littorale, mais des entomologistes belges l'ont identifiée à l'Est de la Belgique (Brabant wallon et Province de Liège).

## Cycle d'activité
Cette coccinelle apparaît au début du printemps et disparaît en fin d'été, ce cycle semblant lié à celui de sa plante hôte ; la bryone.